# Mirall de corrent

Figura 1: Un mirall de corrent implementat amb transistors bipolars npn utilitzant una resistència per establir el corrent de referència I_{REF}; V_{CC} és una tensió positiva.

Un mirall de corrent és un circuit dissenyat per copiar un corrent a través d'un dispositiu actiu controlant el corrent en un altre dispositiu actiu d'un circuit, mantenint constant el corrent de sortida independentment de la càrrega. El corrent que es "copia" pot ser, i de vegades és, un corrent de senyal variable. Conceptualment, un mirall de corrent ideal és simplement un amplificador de corrent inversor ideal que també inverteix la direcció del corrent. O pot consistir en una font de corrent controlada per corrent (CCCS). El mirall de corrent s'utilitza per proporcionar corrents de polarització i càrregues actives als circuits. També es pot utilitzar per modelar una font de corrent més realista (ja que no existeixen fonts de corrent ideals).
La topologia del circuit que es tracta aquí és la que apareix en molts circuits integrats monolítics. És un mirall Widlar sense una resistència de degeneració de l'emissor al transistor seguidor (sortida). Aquesta topologia només es pot fer en un IC, ja que la concordança ha de ser extremadament propera i no es pot aconseguir amb discrets.
Una altra topologia és el mirall actual de Wilson. El mirall Wilson resol el problema de tensió d'efecte primerenc en aquest disseny.

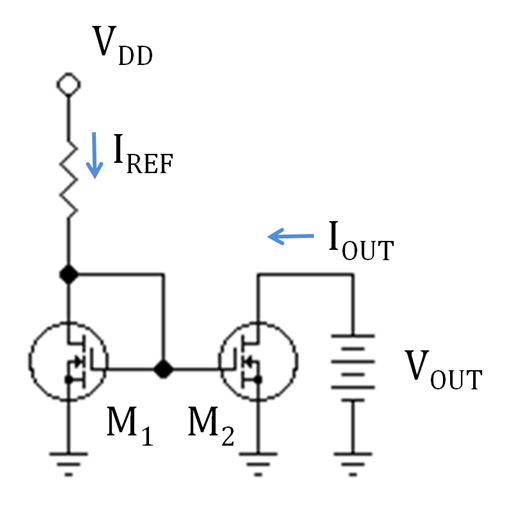
Figura 2: Un mirall de corrent MOSFET de canal n amb una resistència per establir el corrent de referència I_{REF} ; V_{DD} és la tensió positiva.

Els miralls de corrent s'apliquen tant en circuits VLSI analògics i mixts.

## Característiques del mirall de corrent
Hi ha tres especificacions principals que caracteritzen un mirall actual. El primer és la relació de transferència (en el cas d'un amplificador de corrent) o la magnitud del corrent de sortida (en el cas d'una font de corrent constant CCS). La segona és la seva resistència de sortida de CA, que determina quant varia el corrent de sortida amb la tensió aplicada al mirall. La tercera especificació és la caiguda de tensió mínima a la part de sortida del mirall necessària perquè funcioni correctament. Aquesta tensió mínima ve dictada per la necessitat de mantenir el transistor de sortida del mirall en mode actiu. El rang de voltatges on funciona el mirall s'anomena rang de conformitat i el voltatge que marca el límit entre el bon i el mal comportament s'anomena tensió de compliment. També hi ha una sèrie de problemes secundaris de rendiment amb els miralls, per exemple, l'estabilitat de la temperatura.

## Realitzacions de circuits de miralls actuals

### Mirall de corrent BJT bàsic
Si s'aplica una tensió a la unió base-emissor BJT com a quantitat d'entrada i el corrent del col·lector es pren com a quantitat de sortida, el transistor actuarà com a convertidor exponencial de tensió a corrent. Aplicant una retroalimentació negativa (simplement unint la base i el col·lector) el transistor es pot "invertir" i començarà a actuar com el convertidor de corrent a tensió logarítmic oposat; ara ajustarà la tensió de l'emissor base de "sortida" per passar el corrent del col·lector "d'entrada" aplicat.

### Mirall de corrent MOSFET bàsic
El mirall de corrent bàsic també es pot implementar mitjançant transistors MOSFET, tal com es mostra a la figura 2. El transistor M1 funciona en el mode de saturació o actiu, i també M₂. En aquesta configuració, el corrent de sortida I OUT està directament relacionat amb IREF, tal com es comentarà a continuació.